# Boulevard de Strasbourg (Marseille)
Pour les articles homonymes, voir Boulevard de Strasbourg.
Le boulevard de Strasbourg est une voie marseillaise située dans le 3e arrondissement de Marseille. 

## Situation et accès
Ce large boulevard en ligne droite se trouve dans le quartier de Saint-Lazare. Elle démarre sur la place de Strasbourg, passe sous le viaduc de l’autoroute A7, longe de nombreux immeubles et se termine sur l’intersection entre le boulevard National et la rue Jean-Cristofol, aux portes du quartier de la Belle de Mai.
Il mesure 550 mètres de long pour 20 mètres de large.

## Origine du nom
Le boulevard fait référence rend hommage à la ville de Strasbourg qui a résisté durant le siège l'année précédente lors de la guerre franco-allemande de 1870.

## Historique
Le boulevard est classé dans la voirie des rues de Marseille le 9 février 1867. Initialement il s'appelait sur son premier tronçon le « boulevard du Maupas », et sur l'autre partie le « boulevard du Marché de Saint-Lazare » et de prendre sa dénomination actuelle le 8 janvier 1871 .

## Bâtiments remarquables et lieux de mémoire
- Au numéro 9 se trouve le bataillon de marins-pompiers du centre-ville de Marseille inauguré en 1912[1].
- Au numéro 56 se trouve l’ancienne caserne des Douanes.